# Scholastikia-Thermen

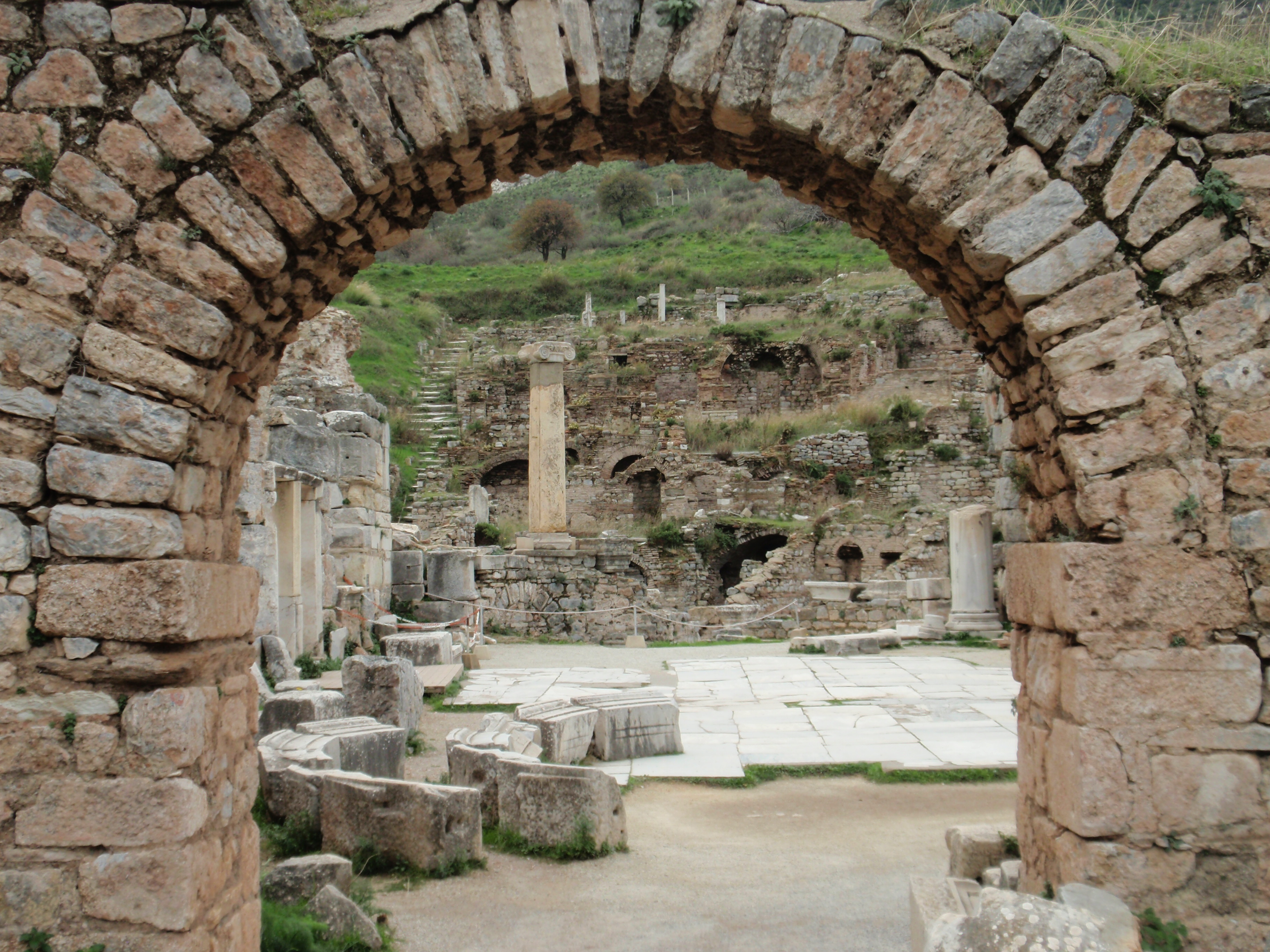
Blick ins Apodyterium

Die Scholastikia-Thermen, auch Varius-Bad, waren eine öffentliche Badeanstalt (Thermen) in Ephesos im Westen der heutigen Türkei. Sie wurden in der ersten Hälfte des 2. Jahrhunderts n. Chr. errichtet.
Die von Publius Quintilius Valens Varius erbauten und ursprünglich nach ihm benannten Thermen liegen, nur durch den Hadrianstempel von dieser getrennt, an der Kuretenstraße, einer der wichtigsten Prachtstraßen von Ephesos. Von dem einst dreigeschossigen Bau, einem der größten von Ephesos, haben sich nur Reste des Erdgeschosses erhalten. Der Zugang erfolgte durch den Haupteingang an der Kuretenstraße; im Osten konnte man zudem über eine Treppe in die Badgasse zum dortigen Seiteneingang gelangen. Beide Wege führten ins Apodyterium, einen L-förmigen Saal mit zehn Nischen und einer Apsis, von dem aus man vermutlich auf die Kuretenstraße blicken konnte. Im Inneren dieses Raumes standen zahlreiche Statuen. Heute findet man dort nur noch in einer Nische links vom Seiteneingang das kopflose Standbild der Scholastikia, einer reichen, christlichen Bürgerin von Ephesos, die im 4. Jahrhundert Teile ihres Vermögens zur Renovierung der Thermen gespendet hatte, weshalb diese bis heute ihren Namen tragen.
Vom Umkleideraum aus erreichte man über die ursprünglich gedeckte Akademiegasse eine öffentliche Toilette. In der Mitte befand sich ein quadratisches Becken, an dessen vier Ecken jeweils eine Säule stand. Die Toiletten selbst, unter denen ein Kanal mit fließendem Wasser die Fäkalien entsorgte, waren überdacht. Vor der Sitzbank verlief im Boden eine umlaufende Rinne mit klarem Wasser, das man zur Reinigung verwenden konnte. 
Westlich vom Apodyterium lag das Frigidarium mit elliptischem Kaltbecken, an der Nordseite zum Aufwärmen das Tepidarium. Die Tonröhren, die im Boden und in den Wänden eingebaut waren, sorgten hier für die nötige Heißluftzirkulation. In einer Ecke des Raumes hat sich ein kleiner Rest des ursprünglichen Bodenbelages aus farbigem Marmor erhalten, der restliche Fußboden stammt aus der Zeit um 400. 
Eine schmale Tür führt vom Tepidarium ins Caldarium. Hier sind die Mauern noch in ihrer originalen Höhe erhalten, die Wandverkleidungen stammen jedoch aus unterschiedlichen Epochen. Unter dem Boden dieses Raumes befand sich der Heizkessel, der die ganze Anlage mit warmem Wasser und heißer Luft versorgte. Das zugehörige Hypokaustum ist gut erhalten.

## Galerie

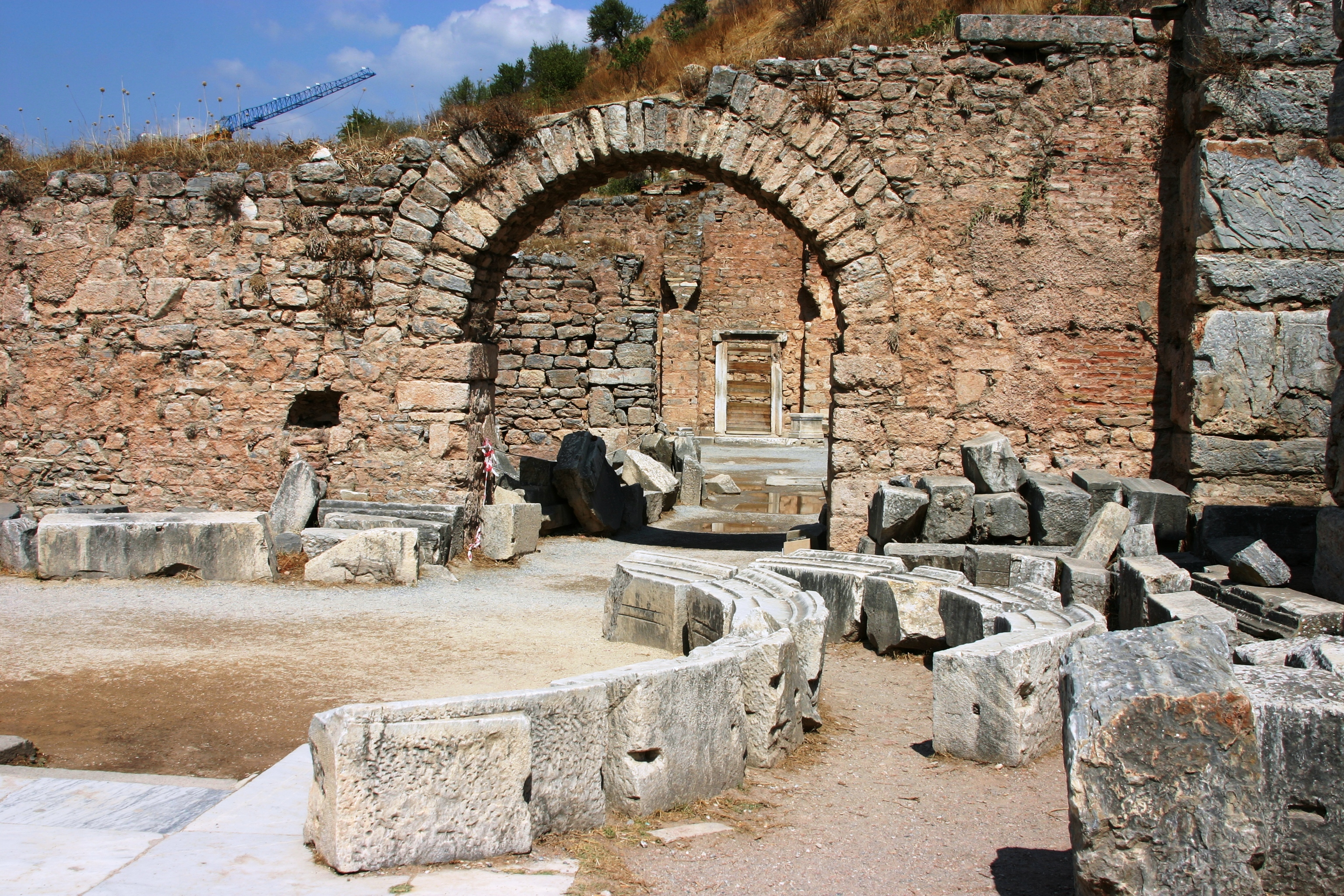
Innenansicht
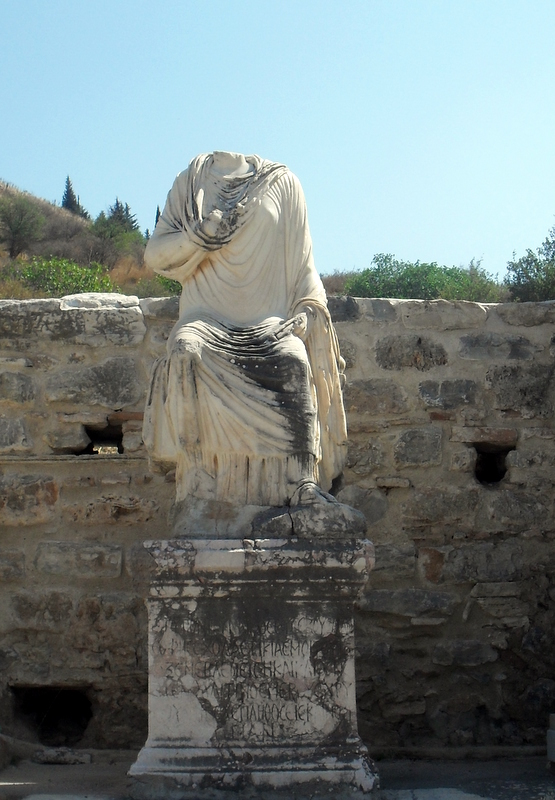
Statue der Scholastikia
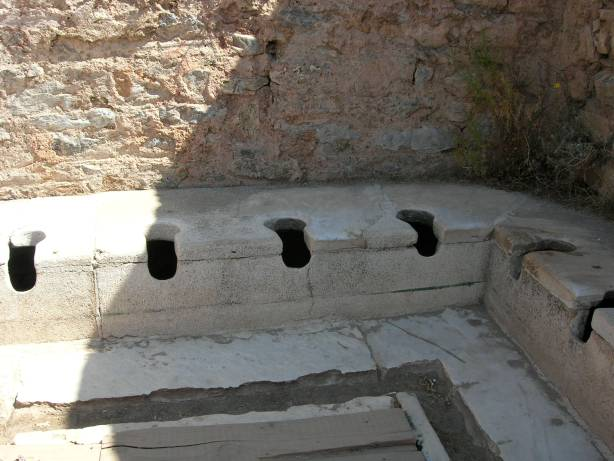
Toilettenanlage